# 아나모픽 와이드스크린
아나모픽 와이드스크린(Anamorphic widescreen)은 와이드스크린 영상을 디지털 표준 텔레비전같은 더 좁은 가로세로비를 가진 규격에 담는 기술이다.
애너모픽 와이드스크린은 상대적으로 넓은 와이드스크린 이미지를 더 좁은 화면비를 가진 저장 매체(예: 사진 필름 또는 MPEG-2 표준 화질 프레임)에 맞게 수평으로 압축하는 프로세스이다. 원래 수직 해상도를 그대로 유지하면서 이미지의 수평 해상도를 줄인다. 호환되는 재생 장비(수정된 렌즈가 있는 프로젝터, 디지털 비디오 플레이어 또는 셋톱 박스)는 수평 크기를 확장하여 원래의 와이드스크린 이미지를 표시할 수 있다. 이는 일반적으로 프레임을 최대한 많이 사용하여 최대한 많은 세부 사항을 기록하면서 원래 더 좁은 비율을 위해 의도된 매체에 와이드스크린 이미지를 저장할 수 있도록 하는 데 사용된다.
이 기술은 영화의 틀을 잡고 와이드스크린으로 녹화하지만 와이드스크린이 아닌 1.37:1 화면비 필름에 맞추기 위해 특수 오목 렌즈를 사용하여 사진을 "함께 으깨는" 영화에서 유래했다. 이 필름은 다른 1.37:1 필름 스톡처럼 인쇄하고 조작할 수 있지만, 이미지가 수평으로 찌그러진 것처럼 보인다(또는 수직으로 길어짐). 영화관에 있는 프로젝터의 아나모픽 렌즈(볼록 렌즈)는 반대 왜곡을 수행하여 영상을 원래 너비와 와이드스크린 화면 비율로 되돌려 영상을 수정한다.
필름 매체에 대한 렌즈의 광학적 스케일링은 이미지의 너비에 적용되는 비례하지 않는 픽셀 데시메이션 스케일링의 양으로 인해 디지털 방식보다 더 바람직하다고 간주된다. -"직사각형" 픽셀 와이드스크린 이미지라고 한다. 레거시 ITU-R Rec. 601 4:3 이미지 크기는 SMPTE 259M 직렬 디지털 인터페이스의 고정 클록 속도를 사용하는 전문 비디오 장치에 사용할 수 있었던 원래 비디오 대역폭과의 호환성을 위해 사용된다. 640×360의 1:1 SD 프로그레시브 프레임 크기 또는 ITU-R Rec.를 사용하여 고품질의 업스케일된 16:9 와이드스크린 이미지를 생성할 수 있다. 601 및 SMPTE 259M은 480i 또는 576i의 레터박스 프레임 크기와 호환된다. 유사한 작업이 전자적으로 수행되어 와이드스크린 자료를 형식으로 저장하거나 DVD 또는 표준 화질 디지털 TV 방송과 같은 비와이드스크린 종횡비를 가정하는 시스템에서 방송할 수 있다.

## 영화
많은 상업 영화(특히 서사시 – 일반적으로 시네마스코프 2.35:1 광학 사운드 또는 기존 4트랙 매거진 사운드 2.55:1 화면비)는 아나모픽을 사용하여 표준 35mm ~4:3 화면비 필름에 녹화된다. 모든 영상을 ~4:3 프레임으로 수평 압축하는 렌즈이다. 영화관 프로젝터의 또 다른 아나모픽 렌즈는 영상을 수정(광학적으로 압축 해제)한다. 다른 영화(종종 미국에서는 화면비가 1.85:1, 유럽에서는 1.66:1)는 값비싼 특수 렌즈 없이 촬영과 투사를 모두 포함하는 더 간단한 매트 기술을 사용하여 제작된다. 영화는 1.375 형식으로 제작된 다음 최종 이미지를 후반 작업(또는 극장의 프로젝터에서)에서 원하는 화면비 1.85:1 또는 1.66:1 또는 원하는 대로 맞추기 위해 간단히 잘라낸다. 비용이 적게 든다는 점 외에도 매트 기술의 가장 큰 장점은 4:3 DVD 릴리스를 제작할 때 팬 앤 스캔보다 우선적으로 사용할 수 있는 "실제" 영상(극장 개봉을 위해 잘린 영역)을 스튜디오에 남겨둔다는 점이다.
DVD의 아나모픽 인코딩은 이름만으로 아나모픽 촬영 기술(시네마스코프 등)과 관련이 있다. 예를 들어, 스타워즈(1977)는 아나모픽 카메라 렌즈를 사용하여 2.39:1 비율로 촬영되었으며 해당 프로젝터 렌즈를 사용하여 극장에서 상영되었다. 와이드스크린 영화이기 때문에 와이드스크린 형식의 DVD로 인코딩할 때 스튜디오에서는 아나모픽 인코딩 프로세스를 사용할 것이 거의 확실하다. 몬티 파이튼과 성배는 카메라에 아나모픽 렌즈를 사용하지 않고 1.85:1 비율로 촬영되었으며 마찬가지로 감압 렌즈 없이 극장에서 상영되었다. 그러나 이 영화는 와이드스크린 영화이기 때문에 와이드스크린 형식의 DVD로 인코딩할 때 스튜디오에서는 아마도 아나모픽 인코딩 프로세스를 사용할 것이다.
촬영이 아나모픽 렌즈 기술을 사용하여 수행되었는지 여부는 중요하지 않다. 소스 영상이 와이드스크린으로 의도된 한 디지털 아나모픽 인코딩 절차는 DVD 릴리스에 적합하다.

## 같이 보기
- 가로세로비 (영상)
- 레터박스 (영상 기술)